# Leucopoa carpatica
Leucopoa carpatica là một loài thực vật có hoa trong họ Hòa thảo. Loài này được (F. Dietr.) H.Scholz mô tả khoa học đầu tiên năm 2005.